# Albert Deisseroth
Albert B. Deisseroth (* 1941) ist ein US-amerikanischer Onkologe.

## Leben
Deisseroth erwarb 1968 einen Ph.D. und 1970 einen M.D. an der School of Medicine der University of Rochester. Anschließend arbeitete er als Arzt am Beth Israel Hospital in Boston sowie als Fellow an der Harvard Medical School. Nach Tätigkeiten für die National Institutes of Health sowie am Dana-Farber Cancer Institute wurde er Leiter der Abteilung für Experimentelle Hämatologie innerhalb der pädiatrischen Onkologie am National Cancer Institute. Später erhielt er eine Professur für Medizin an der University of California, San Francisco sowie eine Professur für Krebsbehandlung und Forschung am University of Texas MD Anderson Cancer Center, wo er auch Vorsitzender des Departments für Hämatologie wurde. Von 1995 bis 2001 war Deisseroth Professor für Medizin und Leiter der medizinischen Onkologie an der School of Medicine der Yale University. Im Januar 2001 wurde er Präsident und CEO des Sidney Kimmel Cancer Center in San Diego-La Jolla, einem privaten Krebsforschungszentrum mit insgesamt 142 Beschäftigten.
Ein Schwerpunkt seiner Forschungstätigkeit liegt insbesondere in der Entwicklung von Gentherapien gegen Krebs.
Albert Deisseroth ist der Vater des Neurowissenschaftlers Karl Deisseroth.

## Veröffentlichungen (Auswahl)
Als Autor:
- Tumor Specific Gene Expression and Tumor Specific Vector Replication for Systematic Chemotherapy Sensitization Treatment of Breast Cancer. Defense Technical Information Center, 2003.

Als Herausgeber:
- Herausgegeben mit Ralph B. Arlinghaus: Chronic myelogenous leukemia: molecular approaches to research and therapy. Dekker, New York 1991.
- Herausgegeben mit Elio Cacciola und Rosario Giustolisi: Hemopoietic growth factors, oncogenes, and cytokines in clinical hematology: current aspects and future directions. Karger, Basel und New York 1994.

Filme:
- Bone marrow transplantation: frontier of science. Glaxo, 1993